# 意大利共产党 (2016年)
意大利共产党（義大利語：Partito Comunista Italiano，缩写为PCI）是意大利的一个共产主义政党。2016年6月26日，该党由意大利共产党 (2014年)与重建共产党的一些分裂派别合并而成。该党的政治立场是左翼。该党的主席是曼努埃拉·帕勒米，书记是毛罗·阿尔布雷西。该党的总部位于罗马。该党的青年翼是意大利共产主义青年联合会。

## 选举

### 意大利议会
| 众议院   |                |                |         |     |                 |
| 选举年份 | 得票数         | %              | 议席数  | +/– | 领导人          |
| 2018年   | 属于权力归人民 | 属于权力归人民 | 0 / 630 | –   | 毛罗·阿尔布雷西 |

| 参议院   |                |                |         |     |                 |
| 选举年份 | 得票数         | %              | 议席数  | +/– | 领导人          |
| 2018年   | 属于权力归人民 | 属于权力归人民 | 0 / 315 | –   | 毛罗·阿尔布雷西 |